# U 643
U 643 war ein deutsches Unterseeboot des Typs VII C, ein so genanntes „Atlantikboot“. Es wurde durch die Kriegsmarine während des U-Boot-Krieges im Nordatlantik eingesetzt. Auf seiner ersten Unternehmung wurde es am 8. Oktober 1943 versenkt, ohne Erfolge erzielt zu haben, wobei 30 Mann seiner Besatzung starben und 18 Mann, unter ihnen Kommandant Hans-Harald Speidel, in britische Kriegsgefangenschaft gerieten.

## Technische Daten
Die Werft Blohm & Voss in Hamburg wurde erst nach Kriegsbeginn in das U-Bootbauprogramm der Kriegsmarine einbezogen. Ab 1939 waren dadurch die Kapazitäten der Hamburger Werft mit dem Bau von Unterseebooten ausgelastet. Die effiziente Serienfertigungsweise der Werft sollte planmäßig die jährliche Fertigung von 52 U-Booten vom Typ VII C gewährleisten. Darüber hinaus wurden, in Lizenz der MAN, Dieselmotoren zum Einbau auf Booten dieses Typs gebaut. Ein VII C-Boot hatte eine Länge von 67 m und eine Verdrängung von 865 m³ unter Wasser. Es verfügte über zwei Dieselmotoren, die über Wasser eine Geschwindigkeit von 17 kn (= 31,5 km/h) ermöglichten. Bei der Unterwasserfahrt trieben zwei Elektromotoren das Boot zu einer Geschwindigkeit von 7,6 Knoten (= 14,1 km/h) an. Die Bewaffnung bestand bis 1944 aus einer 8,8 cm Kanone und einer 2,0 cm Flak an Deck, danach wurde die Artilleriebewaffnung bei allen Booten dieses Typs verstärkt. Die Hauptwaffe der VII-C Boote waren jedoch die vier Bugtorpedorohre und das eine Hecktorpedorohr. Üblicherweise führte ein VII C-Boot 14 Torpedos mit sich. Am Turm trug U 643 die fünf olympischen Ringe. Dies war das Crew-Abzeichen des Marineoffiziersjahrgangs 1936, dem Jahr, in dem die Olympischen Spiele in Berlin stattfanden. Kurzzeitig zierte auch eine Maling den Turm von U 643 die einen Seemann darstellte, der eine Prise Schnupftabak nimmt.

## Kommandant
- 8. Oktober 1942 bis 8. Oktober 1943 Hans Harald Speidel

Hans Harald Speidel wurde am 20. Mai 1917 in Danzig geboren und trat 1936 in die Kriegsmarine ein. Im Jahr 1941 schloss er seine U-Bootausbildung ab und absolvierte dann bis Sommer 1942 als 1. Wachoffizier auf U 81 vier Feindfahrten unter dem Kommando von Friedrich Guggenberger im Mittelmeer. Im Anschluss an einen Kommandantenlehrgang übernahm er im Oktober desselben Jahres das Kommando auf U 643, das er bis zum Verlust des Bootes innehatte. Hans-Harald Speidel wurde am 1. Juni 1943 zum Kapitänleutnant befördert.

## Einsatzgeschichte
U 643 gehörte von seiner Indienststellung bis zum Juni 1943 zur 5. U-Flottille, einer in Kiel stationierten Ausbildungsflottille. Während dieser Zeit unternahm Kommandant Speidel mit dem Boot Ausbildungsfahrten in der Ostsee zum Training der Besatzung. Am 26. August verließ das Boot Kiel und fuhr über Haugsund nach Bergen. Von hier aus brach Kommandant Speidel am 14. September zu seiner ersten Feindfahrt mit diesem Boot auf.

### U-BootgruppeRoßbach

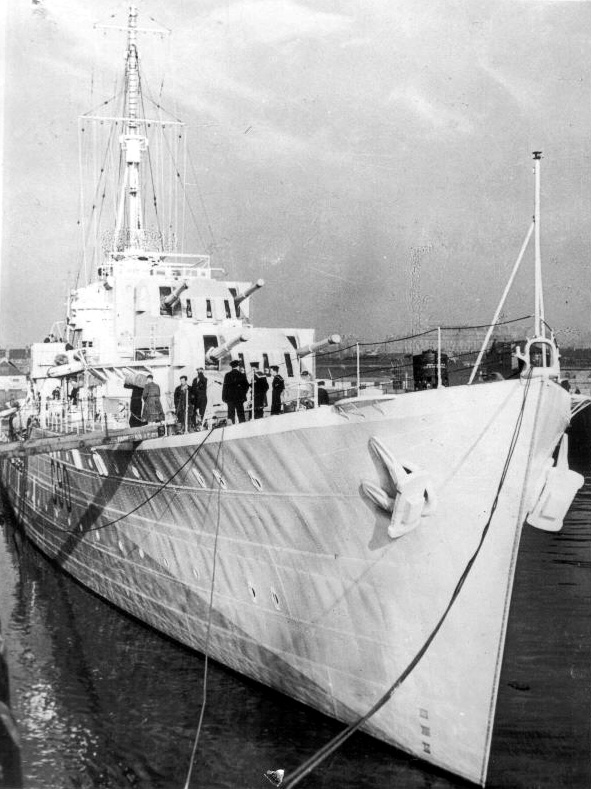
Zerstörer (poln.) Orkan beim Gefecht mit Gruppe Roßbach versenkt

Ende September 1943 ermittelte der deutsche B-Dienst Erkenntnisse über einen alliierten Geleitzug, der den Atlantik in Richtung Europa überqueren sollte. Die U-Bootführung entschloss sich daher, eine U-Bootgruppe zusammenzustellen, die nach Maßgabe der von Karl Dönitz entwickelten Rudeltaktik Jagd auf diesen Konvoi machen sollte. Zu dieser am 27. September im mittleren Nordatlantik zusammengezogenen U-Bootgruppe gehörten 22 U-Boote, die meisten, wie U 643 vom Typ VII C. In den folgenden Tagen gelang es dem nicht nur dem erwarteten Geleitzug ON 203 die Aufstellung der U-Boote nördlich zu umgehen, auch zwei weitere Konvois ONS 19 und HX 258 passierten den deutschen Suchstreifen ohne Verluste. Mehrere deutsche U-Boote wurden allerdings, insbesondere in Gefechten mit Luftstreitkräften beschädigt. Aufgrund neuer Erkenntnisse des B-Dienstes verlegte die U-Bootführung die U-Bootgruppe am 6. Oktober nach Süden. Am Abend des folgenden Tages entdeckte schließlich U 448 einen Geleitzug: SC 143 mit 39 Schiffen und neun Kriegsschiffen als Geleitschutz. Während die britische Admiralität, die über die Aufstellung der deutschen U-Boote informiert war,  den Geleitzug HX 259 um deren Position herumlenkte, ließ man SC 143 in die deutschen Linien hineinlaufen. In der folgenden Geleitzugschlacht konnte die deutsche Seite einen Zerstörer und ein Frachtschiff versenken. Drei deutsche U-Boote gingen beim Angriff auf SC 143 verloren, auch U 643.

## Versenkung

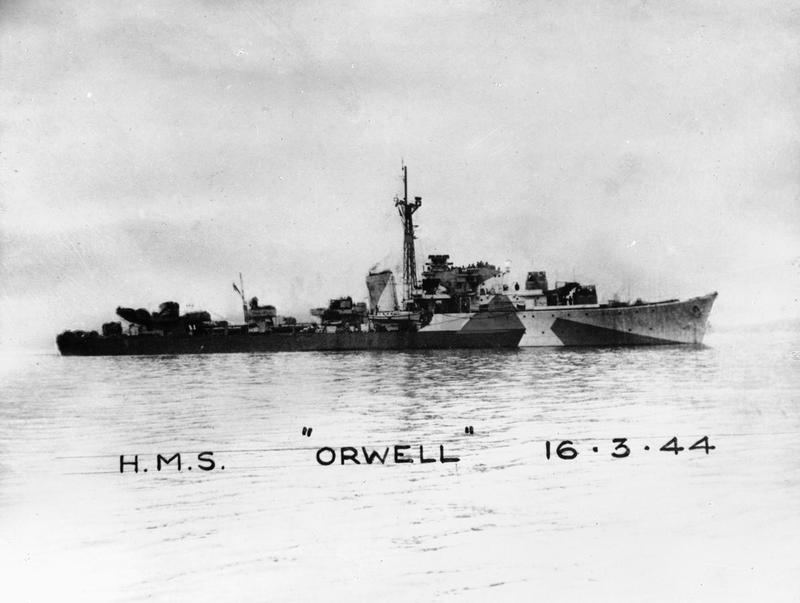
HMS Orwell nahm die Überlebenden von U 643 auf

U 643 wurde, aufgetaucht fahrend in der Nähe des Geleitzuges von einem Liberator-Bomber entdeckt und mit Maschinengewehrfeuer angegriffen. Als die britische Maschine den Angriff wegen Treibstoffmangels abbrechen musste, meldete sie die Position des deutschen Bootes an eine weitere Liberator, die die Verfolgung übernahm und das nunmehr abtauchende U-Boot mit mehreren Wasserbomben angriff. Diese Attacke schien keinen Erfolg gehabt zu haben und erst eine Stunde später brachten weitere Liberators das erneut aufgetauchte U 643 wieder auf. Nach insgesamt vier Wasserbombenangriffen war das Boot zerstört und die Besatzung machte sich daran, in Rettungswesten die Rettungsflöße zu bemannen. 90 Minuten nach dem zweiten Angriff explodierte das Boot, so dass die noch auf diesem stehenden Seeleute in die Luft geschleudert wurden und viele von ihnen starben. Insgesamt kamen 30 Mann ums Leben. Kommandant Speidel und 17 Mann seiner Besatzung wurden vom britischen Zerstörer HMS Orwell an Bord genommen und gingen in Kriegsgefangenschaft. Der deutsche Kommandant beschwerte sich darüber, dass von den Flugzeugen auf seine im Wasser schwimmende schiffbrüchige Besatzung geschossen worden wäre und brachte diesen Fall später zur Anklage. Die britischen Piloten verwehrten sich entschieden gegen Speidels Behauptungen.